# Pterospermum rubiginosum
Pterospermum rubiginosum är en malvaväxtart som beskrevs av Heyne. Pterospermum rubiginosum ingår i släktet Pterospermum och familjen malvaväxter. Inga underarter finns listade i Catalogue of Life.

## Bildgalleri

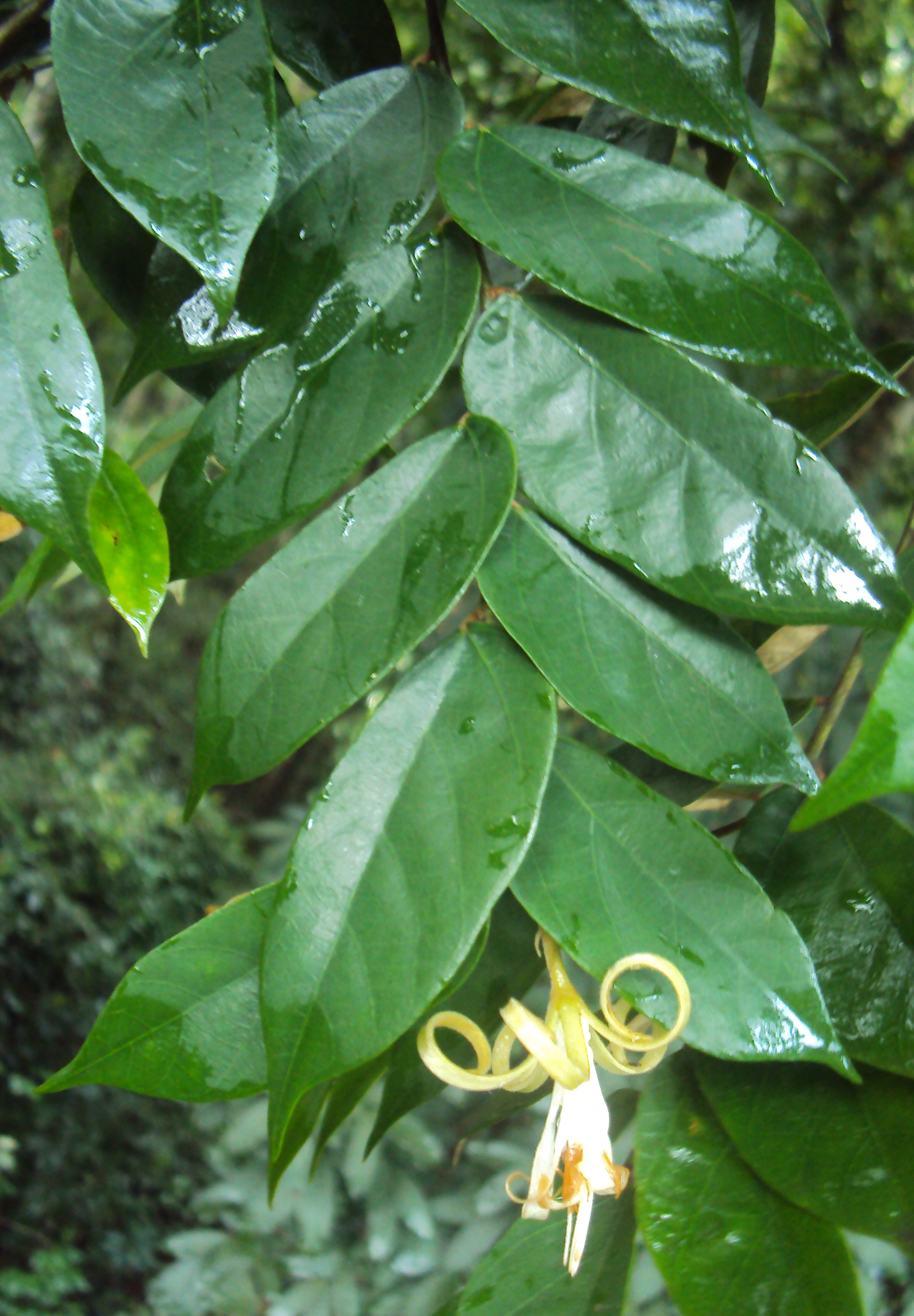
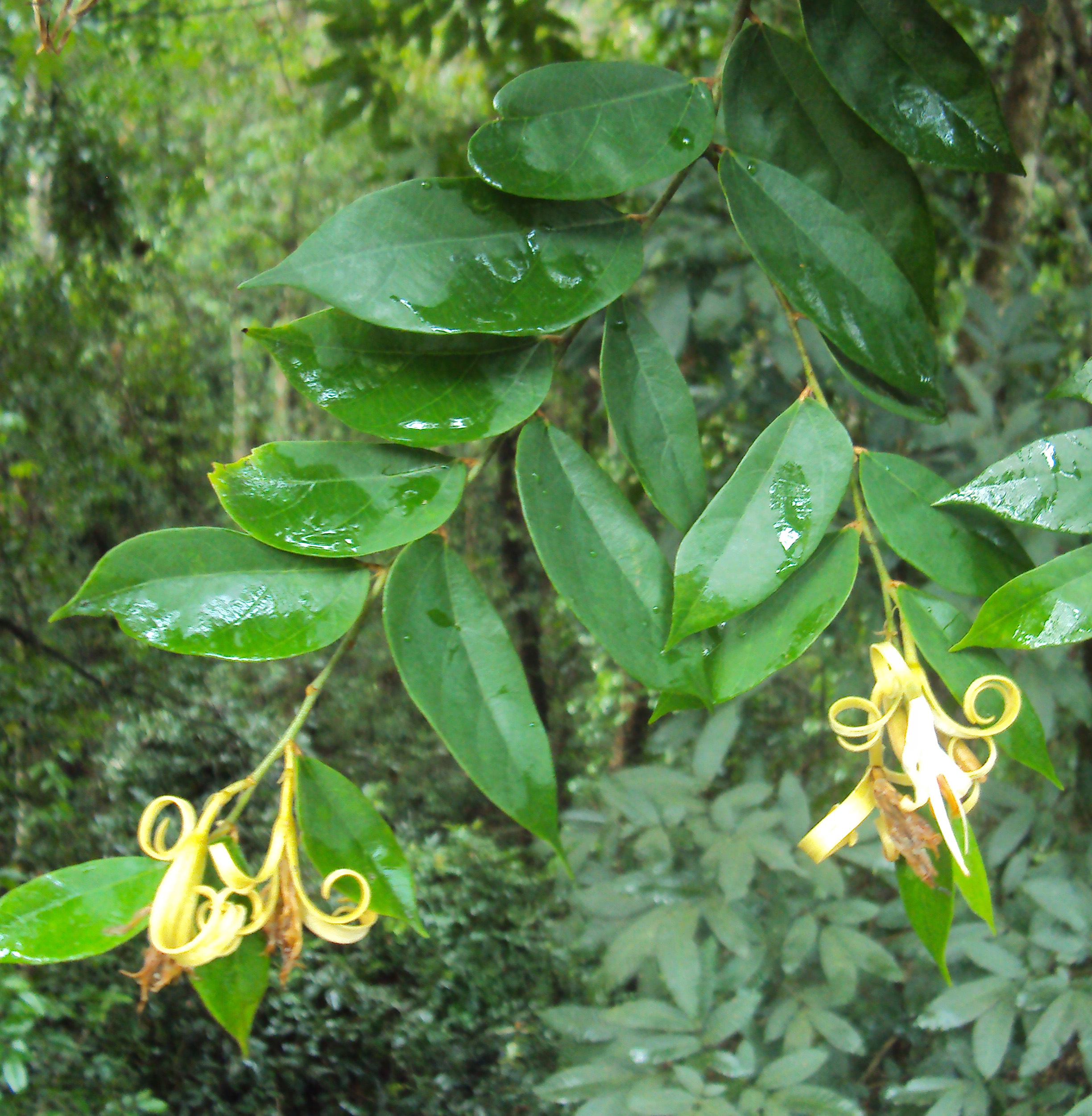
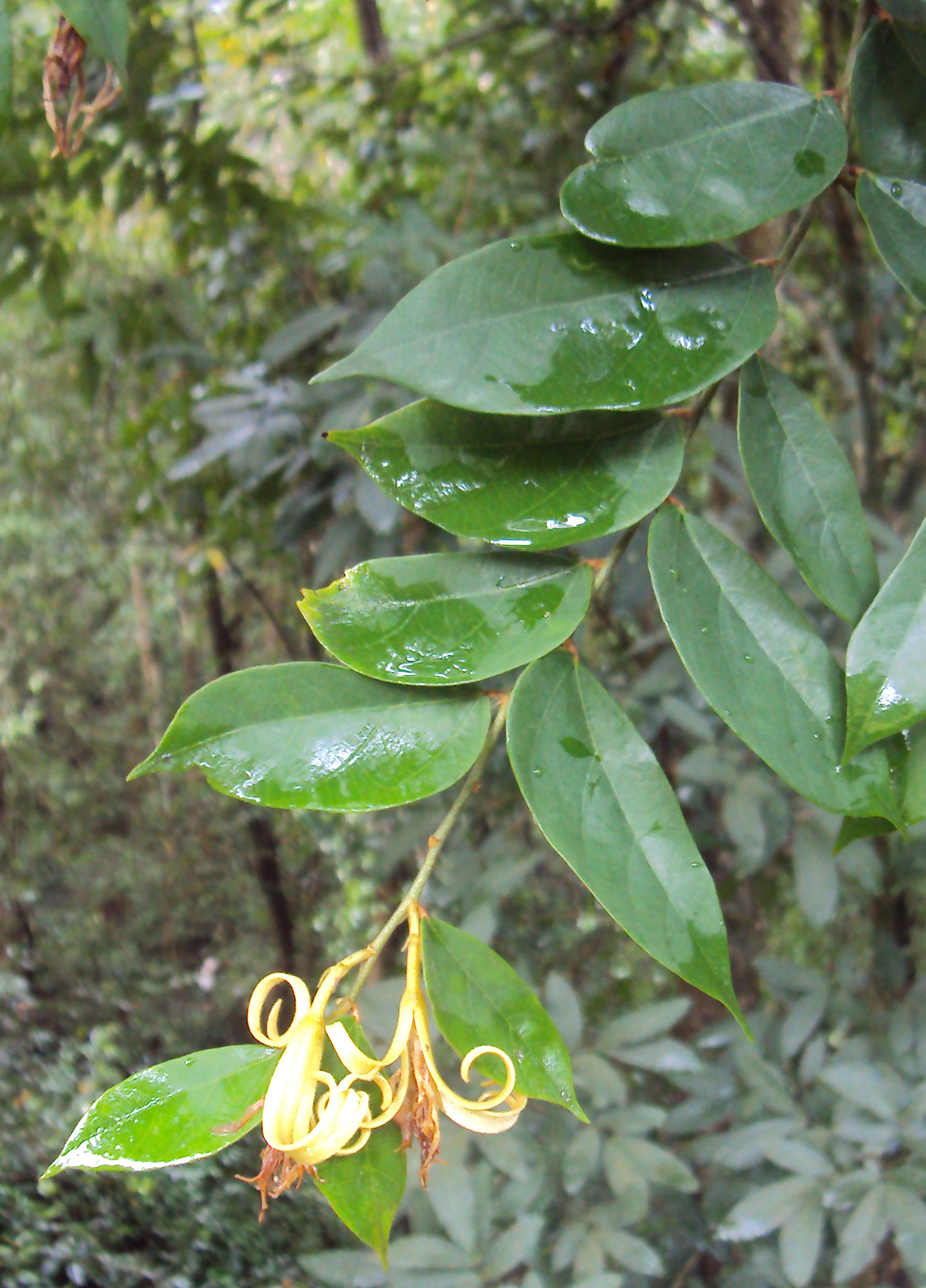
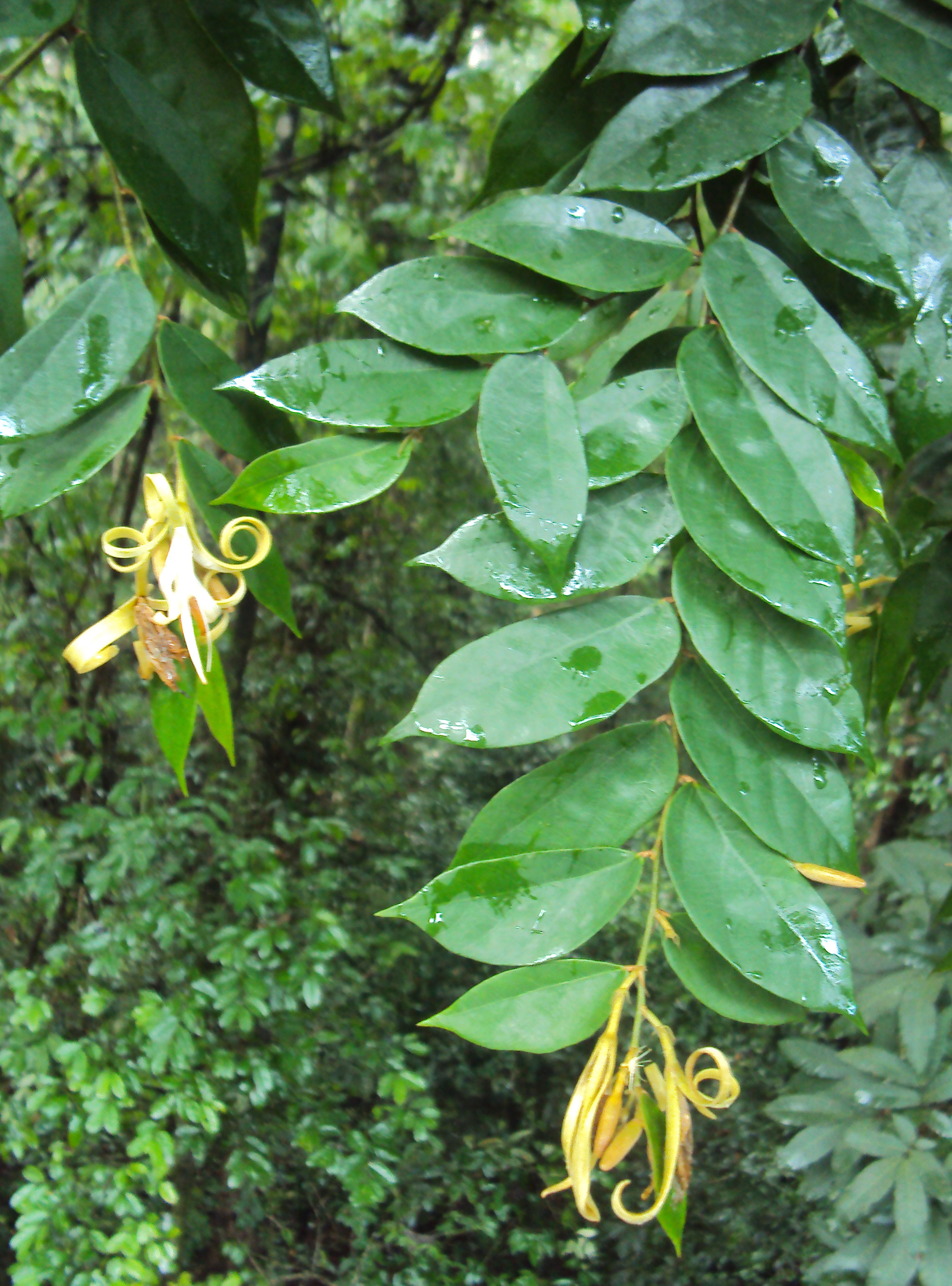
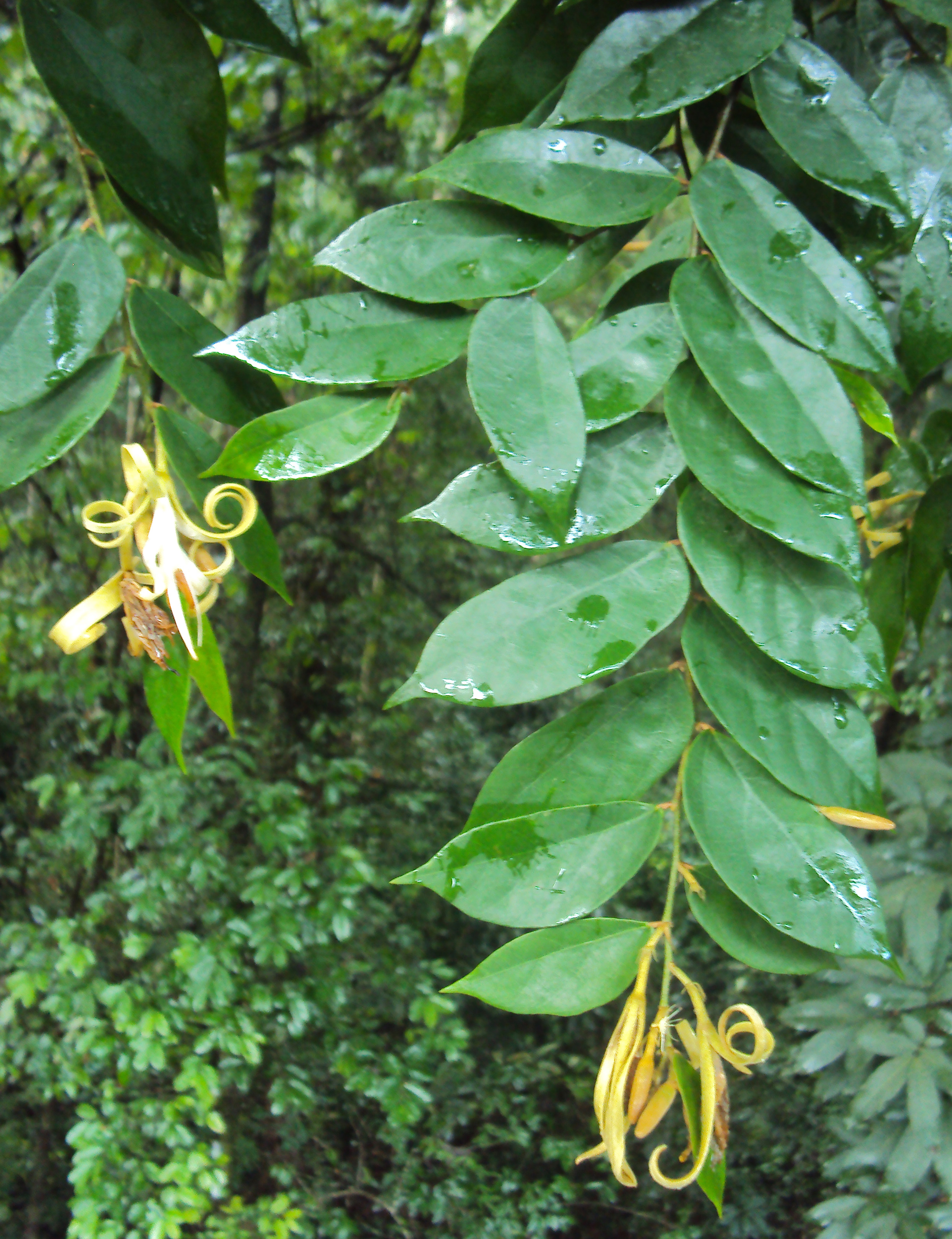
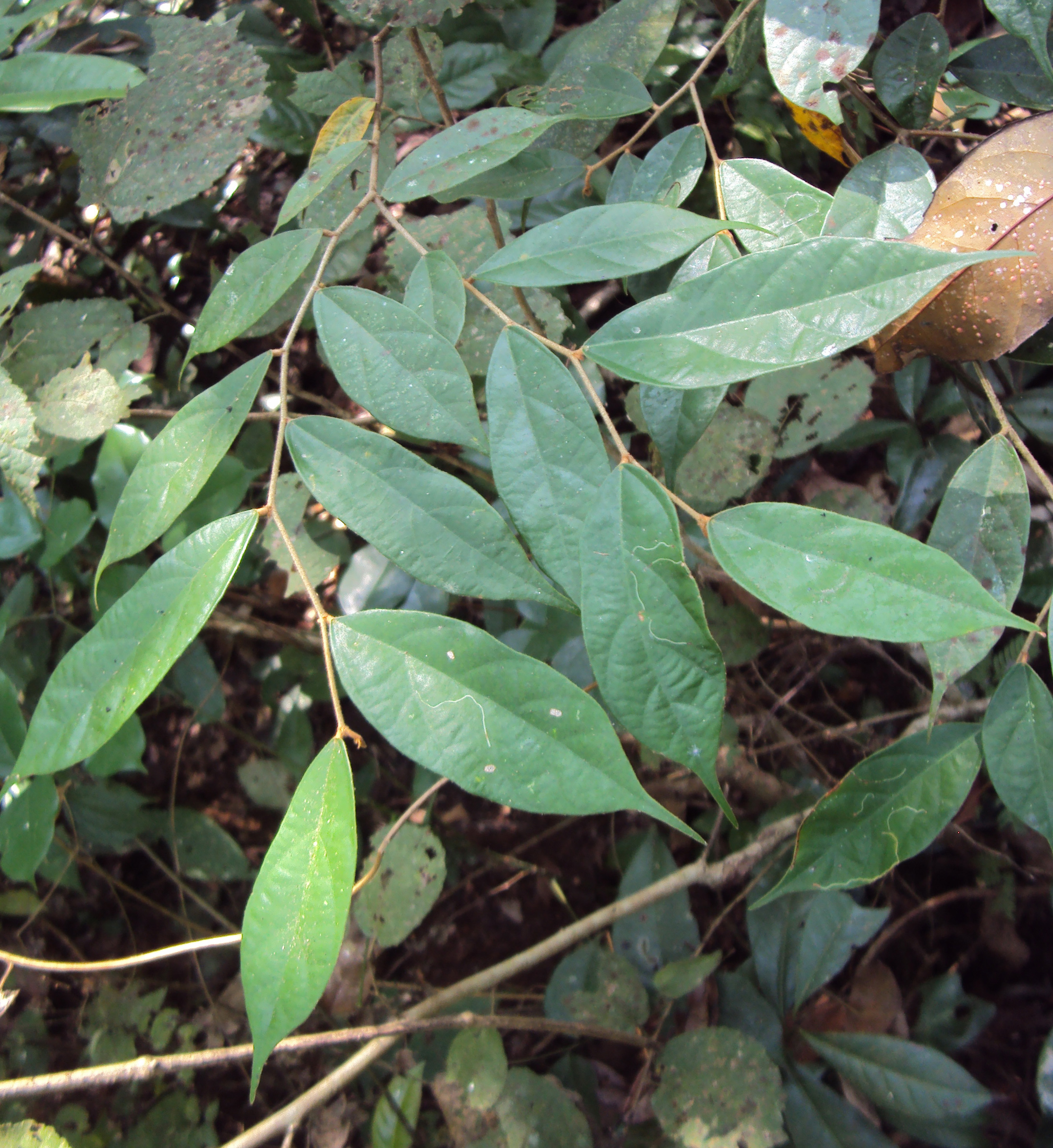